# A Poet
A Poet ist eine Tragikomödie von Simón Mesa Soto. Der in Medellín spielende Film erzählt die Geschichte eines einstmaligen Schriftstellers, der in Melancholie und Alkoholismus versunken ist und dank des poetischen Talents einer jungen Studentin wieder ins Leben zurückfindet. Der Film feierte im Mai 2025 im Rahmen der Internationalen Filmfestspiele von Cannes seine Premiere.

## Handlung
Der Dichter Óscar Restrepo lebt zusammen mit seiner betagten Mutter in Medellín. Als junger Mann hat er zwei Bücher veröffentlicht, doch nun ist er arbeitslos und betrinkt sich gerne zusammen mit seinen Freunden. Seine Schwester drängt ihn, sich einen Job zu suchen. Er werde andernfalls auf der Straße sitzen, sollte die Mutter eines Tages sterben.
Daher beginnt Óscar in Teilzeit an einer Hochschule/Schule zu unterrichten. Dort macht er die Bekanntschaft der Studentin Yurlady, die gerne Dichterin werden würde und sehr gute Prosa schreibt. Überrascht von der Klarheit und Schönheit ihres Schreibens, übernimmt Óscar ihr gegenüber die Rolle des Mentors.

## Produktion

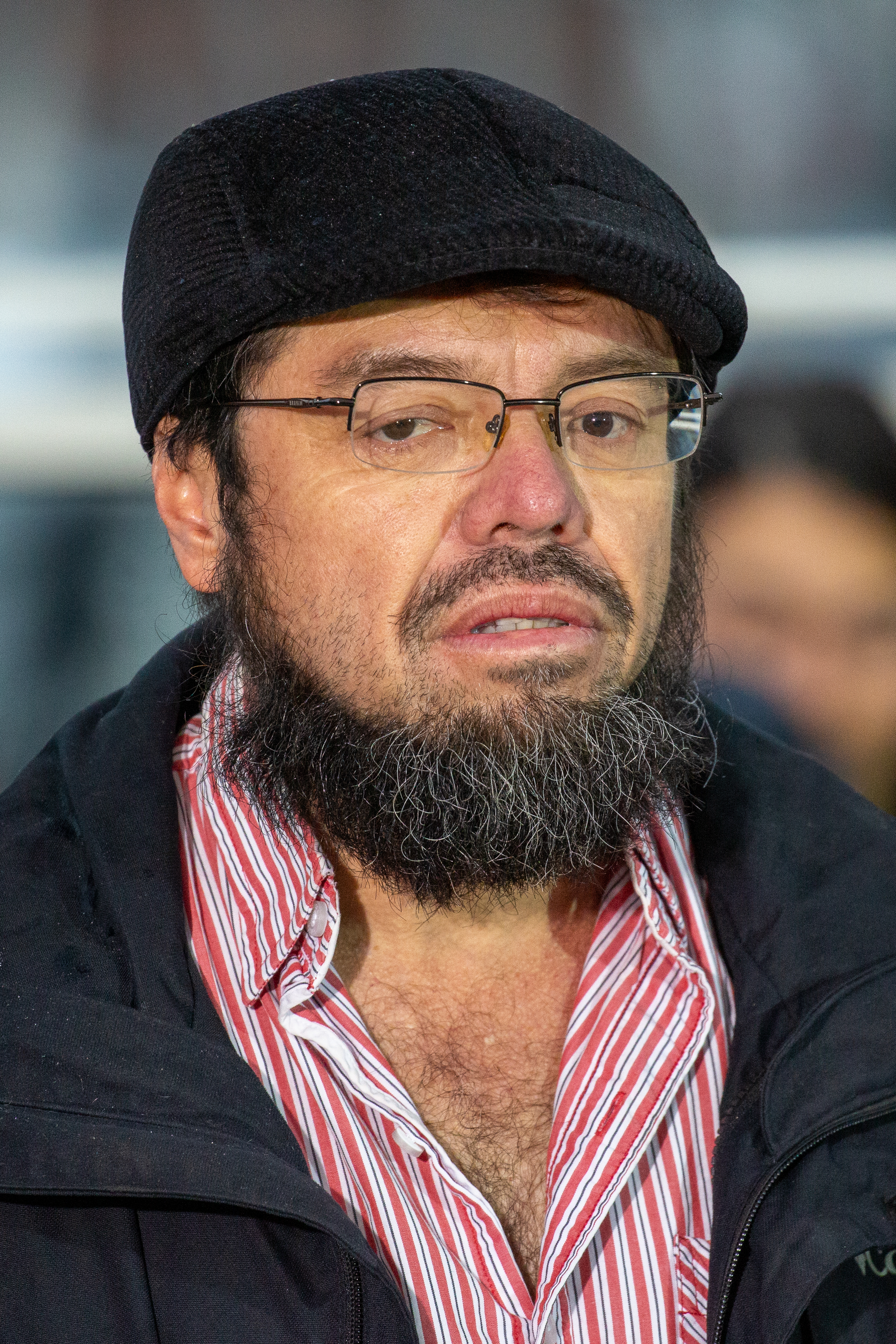
Ubeimar Ríos spielt in der Titelrolle den Dichter Óscar Restrepo

Regie führte Simón Mesa Soto, der auch das Drehbuch schrieb. A Poet ist nach Amparo sein zweiter Spielfilm. Im Jahr 2014 hatte er für seinen Kurzfilm Leidi die Goldene Palme gewonnen. Filmeditor Ricardo Saraiva war zuletzt für Filme wie Pedágio und Ein kleines Stück vom Kuchen tätig.
Simón Mesa Soto besetzte die Rollen mit einer Mischung aus professionellen und Laienschauspielern. Ein Freund hatte dem Regisseur das Facebook-Profil seines Onkels Ubeimar Ríos gezeigt, den er schließlich für die Hauptrolle des Óscar Restrepo castete. Der Mitte Fünfzigjährige Ríos ist im wahren Leben Dichter und Philosophielehrer an einem Gymnasium. Er organisiert zudem ein Poesiefestival und ist Mitglied einer Hardrock-Band. Er besaß keine Schauspielerfahrung. Rebeca Andrade spielt die Studentin Yurlady, Adriana Upegui Óscars Schwester Yolanda, Margarita Soto seine Mutter und Allison Correa seine Tochter Daniela. In einer weiteren Rolle ist Guillermo Cardona zu sehen. Das Casting übernahm John Bedoya.
A Poet wurde von Kameramann Juan Sarmiento G. im körnigen 16- mm-Format gedreht. Durchschnittlich wurden zwei bis drei Takes pro Einstellung gedreht. Die Aufnahmen wurden nach 30 Drehtagen beendet.
Die Premiere von A Poet erfolgte am 19. Mai 2025 bei den Filmfestspielen in Cannes, wo der Film in der Reihe Un Certain Regard gezeigt wurde. Ende Juni, Anfang Juli 2025 sind Vorstellungen beim Filmfest München geplant und im weiteren Verlauf des Monats bei Nowe Horyzonty.

## Auszeichnungen
Filmfest München 2025

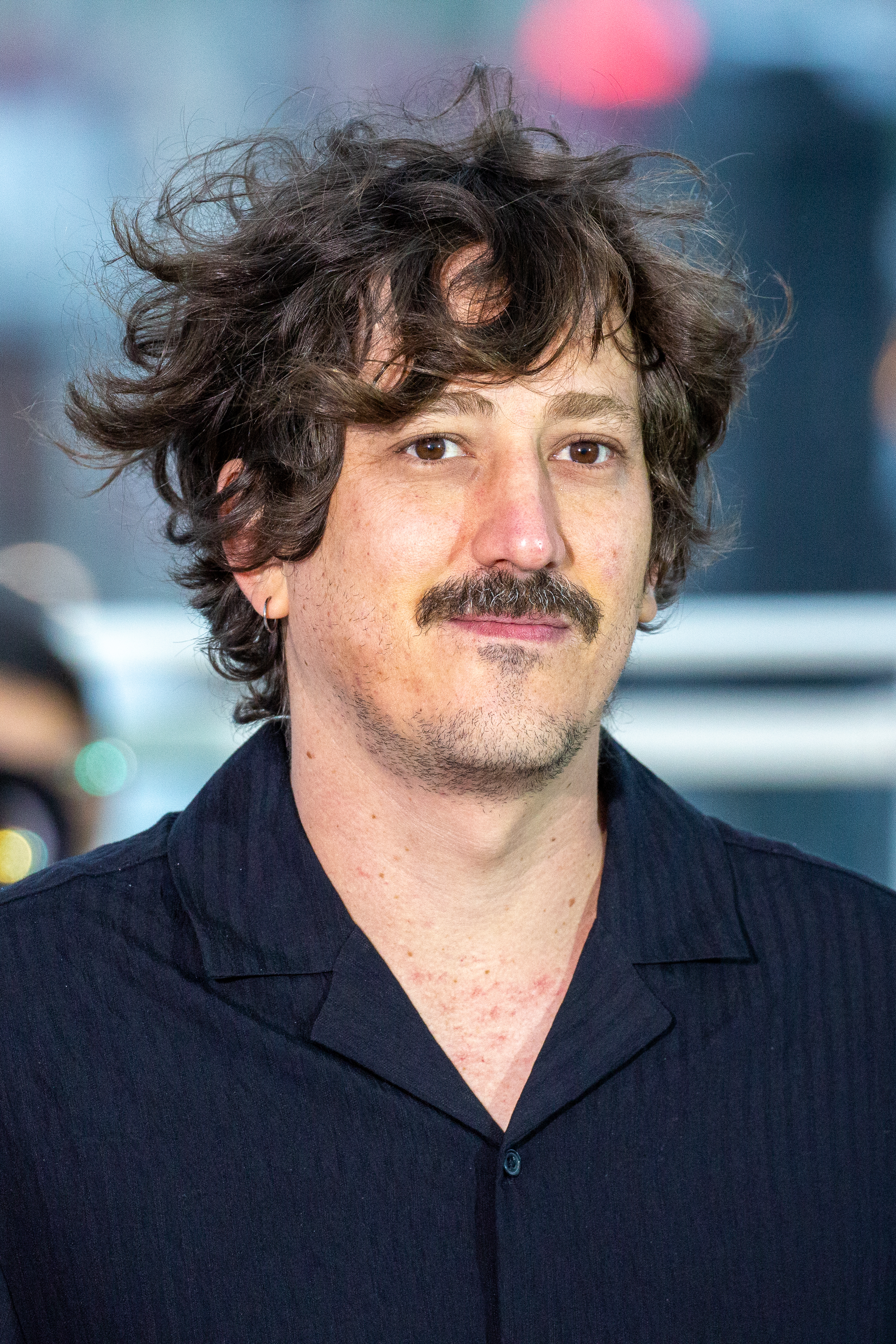
Regisseur Simón Mesa Soto

- Auszeichnung im Wettbewerb CineCoPro[9]

Internationale Filmfestspiele von Cannes 2025
- Nominierung in der Reihe Un Certain Regard
- Auszeichnung mit dem Sonderpreis der Jury in der Reihe Un Certain Regard[1]

Melbourne International Film Festival 2025
- Nominierung Bright Horizons Competition[10]